# Seltsamer Attraktor

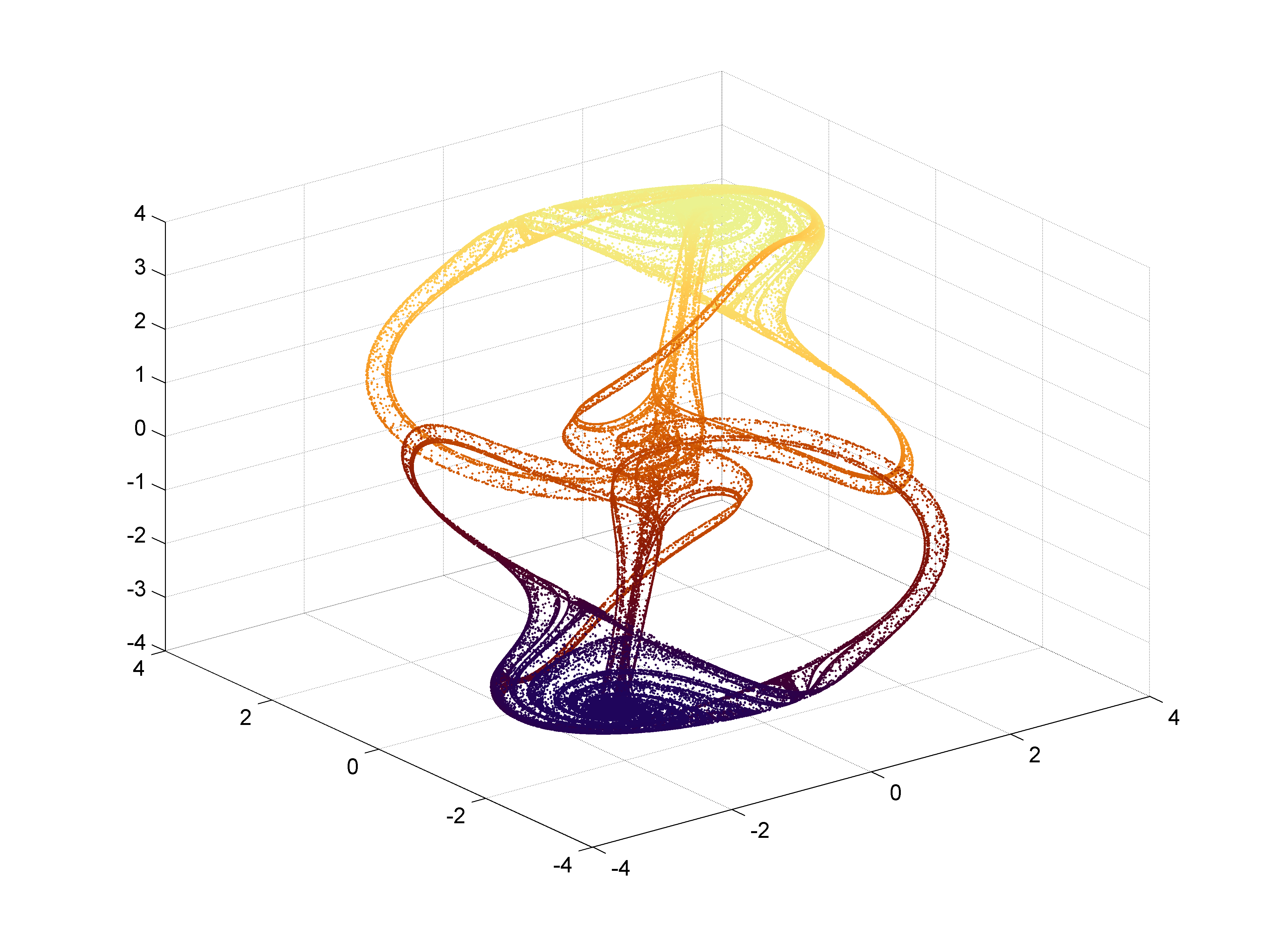
Thomas-Attraktor mit Gleichungen x'=sin(y)-bx, y'=sin(z)-by, z'=sin(x)-bz und Parameter b=0.1998

Ein seltsamer Attraktor ist ein Attraktor, also ein Ort im Phasenraum, der den Endzustand eines dynamischen Prozesses darstellt, dessen fraktale Dimension nicht ganzzahlig und dessen Kolmogorov-Entropie echt positiv ist. Es handelt sich damit um ein Fraktal, das nicht in geschlossener Form geometrisch beschrieben werden kann. Gelegentlich wird auch der Begriff chaotischer Attraktor bevorzugt, da die „Seltsamkeit“ dieses Objekts sich mit den Mitteln der Chaostheorie erklären lässt. Der dynamische Prozess zeigt ein aperiodisches Verhalten.

## Entdeckung
Der Begriff seltsamer Attraktor lässt sich zurückverfolgen auf einen Artikel von David Ruelle und Floris Takens aus dem Jahr 1971, der den mathematischen Hintergrund der Entstehung turbulenter Strömungen zum Thema hatte. Bereits seit 1963 war der Lorenz-Attraktor bekannt, ein mathematisches Gebilde, das bei der Modellierung von Luftströmungen unter dem Einfluss von Temperaturdifferenzen entdeckt wurde.
Zur Beschreibung dynamischer Vorgänge wurden schon vorher Attraktoren untersucht. Diese stellte man sich aber meist als klassische geometrische Gebilde vor, beispielsweise Punkte oder zyklisch durchlaufene Linien. Azyklische Attraktoren kannte man zwar auch, hielt sie aber für Sonderfälle, Anomalien, die nur bei einer bestimmten Wahl von Parametern auftreten können.
Mit der Einführung des Konzeptes des seltsamen Attraktors war es möglich, die Gesetzmäßigkeiten chaotischen Verhaltens in dynamischen Systemen besser zu verstehen und quantitativ zu beschreiben. Dieses Verhalten, beispielsweise turbulente Strömungen von Flüssigkeiten und Gasen, das sich durch fehlende Periodizität und sensitive Abhängigkeit von den Anfangsbedingungen (Schmetterlingseffekt) auszeichnet, entzog sich vorher durch seine Komplexität einer analytischen Betrachtung. Mit Konstruktionen wie den seltsamen Attraktoren gelingt es, ein deterministisches, aber dennoch nicht vorhersagbares Verhalten (deterministisches Chaos) mathematisch zu beschreiben.

## Definition
Von einem seltsamen Attraktor spricht man, wenn folgende Bedingungen erfüllt sind:
- Es handelt sich um einen Attraktor in einem dynamischen System mit einem bestimmten Einzugsbereich.
- Chaotisches Verhalten: Beliebig kleine Änderungen des Anfangszustandes führen zu völlig unterschiedlichen Verläufen.
- Fraktale Struktur: Der Attraktor besitzt eine nicht-ganzzahlige Dimension.
- Keine Aufteilungsmöglichkeit: Jede Bahn, die im Einzugsbereich startet, nähert sich beliebig stark an jeden Punkt des Attraktors an.

## Beispiele
An einigen klassischen Beispielen lassen sich die Eigenschaften seltsamer Attraktoren recht gut studieren. Das verwendete dynamische System kann diskret oder kontinuierlich sein. Kontinuierliche Systeme werden meist durch Differentialgleichungen beschrieben, im Phasenraum bilden diese Systeme eine vom Ausgangszustand ausgehende Linie, die Trajektorie. Wegen der Eindeutigkeit der Ableitung können sich Trajektorien in keinem Punkt schneiden. Daraus lässt sich folgern, dass Attraktoren in zwei Dimensionen nur eine einfache Struktur aufweisen können; seltsame Attraktoren und damit chaotische Systeme gibt es in kontinuierlichen dynamischen Systemen erst bei einem Phasenraum mit mindestens drei Dimensionen.

### Hénon-Attraktor

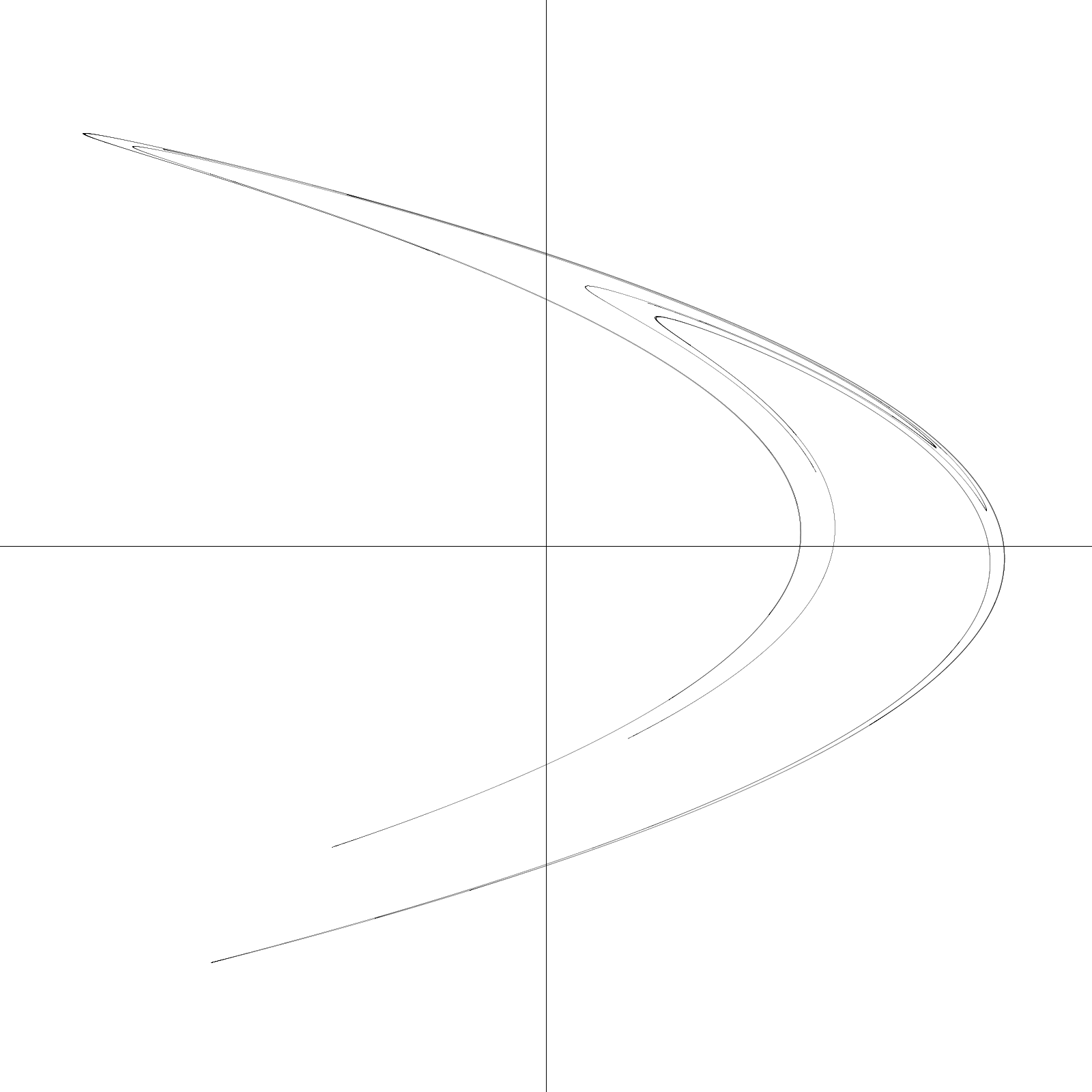
Hénon-Attraktor

Ein relativ einfaches Beispiel für einen seltsamen Attraktor ist der Hénon-Attraktor (benannt nach Michel Hénon), der als diskretes System im zweidimensionalen Raum durch folgende Gleichungen definiert ist:
{\displaystyle {\begin{aligned}x_{k+1}&=y_{k}+1-ax_{k}^{2}\\y_{k+1}&=bx_{k}\end{aligned}}}
Jeder Abbildungsschritt lässt sich in drei Teilschritte zerlegen: Eine Falt-Streck-Operation durch Addition von {\displaystyle 1-ax^{2}} zu {\displaystyle y}, eine Kontraktion um den Faktor {\displaystyle b} entlang der {\displaystyle x}-Achse und eine Spiegelung unter Vertauschung der {\displaystyle x}- und {\displaystyle y}-Achse. Bei der Wahl der Parameter {\displaystyle a=1{,}4} und {\displaystyle b=0{,}3} ergibt sich das typische Bild des Hénon-Attraktors, wenn man die Bahn eines Ausgangspunktes verfolgt, der hinreichend nahe am Attraktor liegt. Oberflächlich sieht der Attraktor aus wie eine Linie, die in einige wenige Falten gelegt ist, da er aber invariant zu der beschriebenen Falt-Streck-Stauch-Spiegel-Operation ist, ist jede einzelne Linie wieder unendlich oft geteilt in annähernd parallel laufende Linien. Ein Querschnitt durch den Attraktor hat die Struktur einer Cantor-Menge, der Attraktor hat damit eine fraktale Struktur.
Betrachtet man die Umgebung eines Punktes auf dem Attraktor, d. h. eine Kreisscheibe mit kleinem Durchmesser, so wird diese durch einen Abbildungsschritt in eine langgezogene Ellipse überführt, die entlang der Linien des Attraktors gestreckt ist, durch den Kontraktionsschritt aber eine geringere Fläche besitzt. Durch fortgesetzte Anwendung der Abbildungsvorschrift überdeckt das Abbild der Punktumgebung immer größere Bereiche des Attraktors, während seine Fläche gegen Null geht.

### Rössler-Attraktor

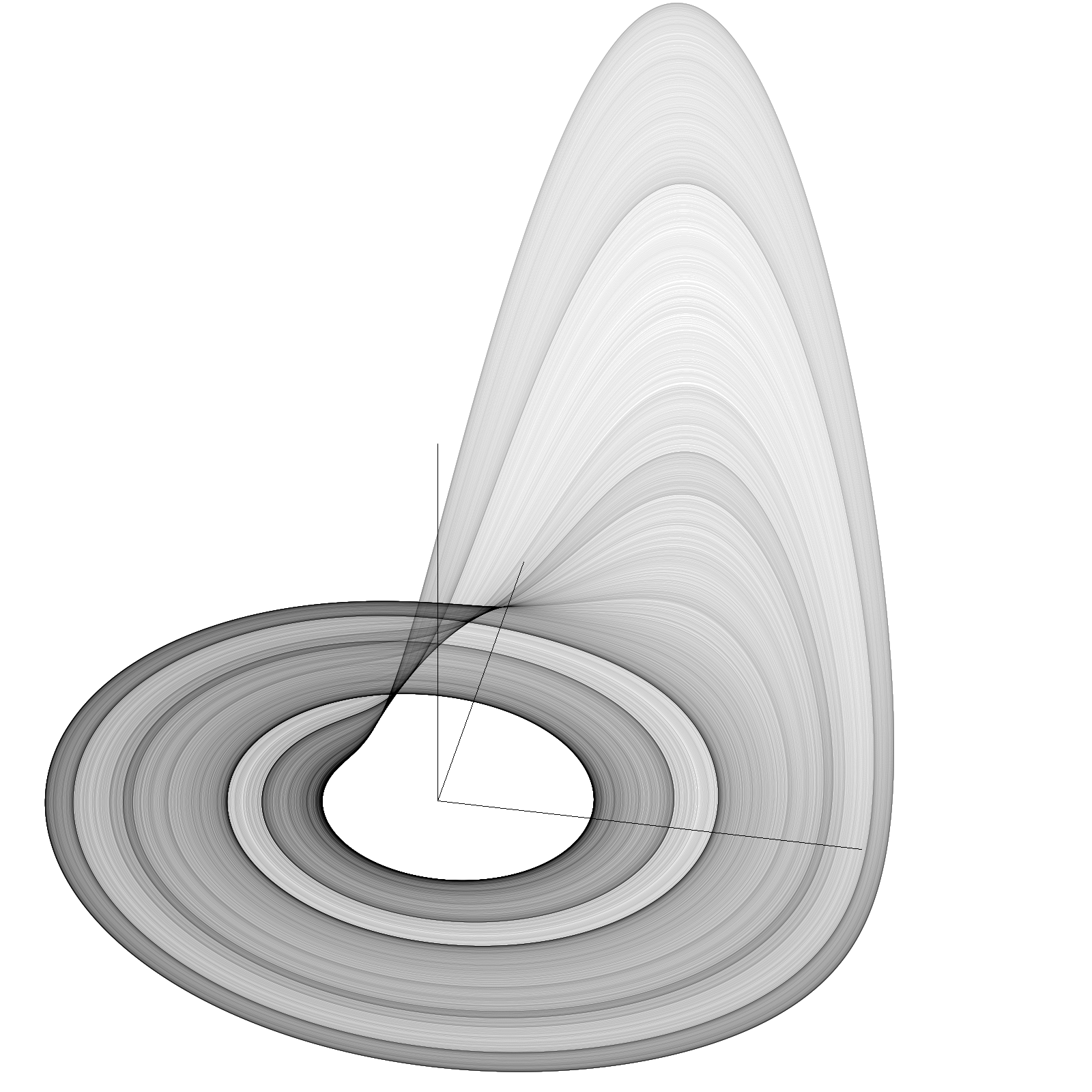
Rössler-Attraktor mit Parametern, und

Der Rössler-Attraktor (im Jahr 1976 von Otto Rössler entdeckt) ist im dreidimensionalen Raum durch folgendes System von Differentialgleichungen definiert:
{\displaystyle {\begin{aligned}x^{\prime }&=-(y+z)\\y^{\prime }&=x+ay\\z^{\prime }&=b+xz-cz\end{aligned}}}
Der Rössler-Attraktor wurde definiert, um die Phänomene des damals schon länger bekannten Lorenz-Attraktors an einem einfacheren Beispiel studieren zu können. Die Dynamik des zugrundeliegenden Systems lässt sich wie folgt veranschaulichen: Grundsätzlich laufen die Trajektorien in der xy-Ebene auf einer Kreisbahn gegen den Uhrzeigersinn um den Nullpunkt und bilden dort ein fest begrenztes flaches Band. Das Band verbreitert sich in seinem Verlauf, im Bereich hoher {\displaystyle x}-Werte steigen die Trajektorien in z-Richtung an, wodurch sie auf das Innere der Kreisbahn gelenkt werden. Der äußere Bereich des Bandes wird gewissermaßen nach innen gefaltet. Wie bereits gesagt, können sich Trajektorien nicht schneiden, das Band besteht also aus zwei dicht übereinanderliegenden Schichten, die sich immer stärker annähern, aber dennoch einen Abstand voneinander besitzen. Bei jedem weiteren Durchlauf der Kreisbahn wird das Band erneut gefaltet, es besteht demzufolge aus unendlich vielen Schichten, die beliebig nahe aufeinander liegen. Ein Querschnitt durch diese Schichten ergibt wieder eine Cantor-Menge.
Auch hier wird die fraktale Struktur durch eine unendliche Folge von Streck- und Faltoperationen erzeugt. Betrachtet man die Trajektorien von zwei nahe beieinanderliegenden Punkten, so werden diese eine Zeit lang relativ nahe nebeneinander verlaufen, durch die Streckung aber zunehmend auseinanderlaufen, bis einmal der Punkt erreicht ist, dass eine Trajektorie auf dem flachen Teil verläuft, die andere dagegen auf dem darüber gefalteten. Damit ist ein Zusammenhang beider Trajektorien nicht mehr gegeben, wir haben es mit chaotischem Verhalten zu tun.

### Lorenz-Attraktor

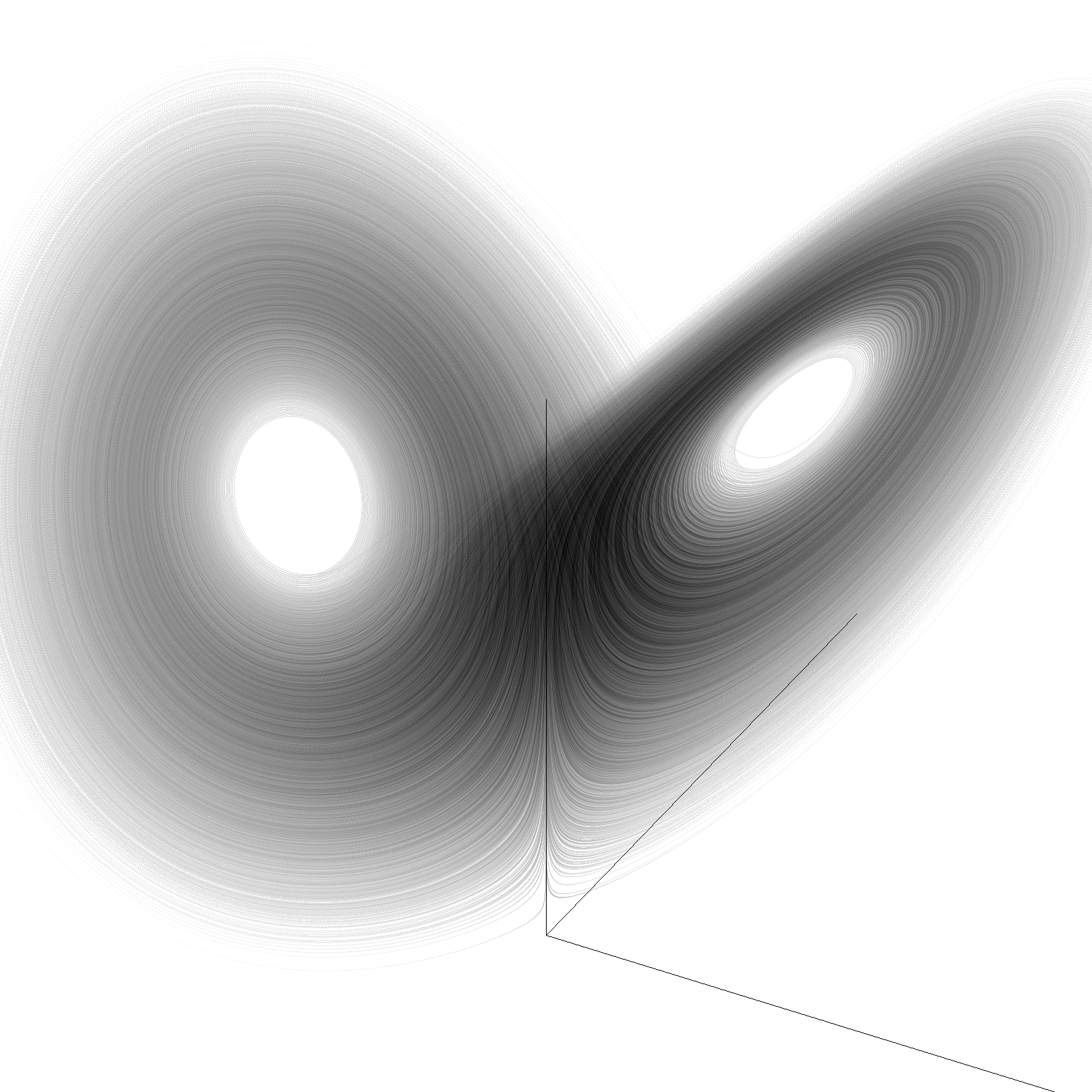
Lorenz-Attraktor

Der Lorenz-Attraktor wurde 1963 von Edward N. Lorenz bei der Modellierung von Luftströmungen entdeckt. Er ist durch folgendes Gleichungssystem definiert:
{\displaystyle {\begin{aligned}x^{\prime }&=-\sigma x+\sigma y\\y^{\prime }&=Rx-y-xz\\z^{\prime }&=-Bz+xy\end{aligned}}}
Die drei Parameter sind durch das zugrundeliegende physikalische Modell bedingt und wurden von Lorenz vorgegeben mit {\displaystyle \sigma =10,B={\tfrac {8}{3}}} und {\displaystyle R=28}.
Der Attraktor ist symmetrisch zur {\displaystyle z}-Achse und besteht aus zwei scheibenartigen Teilen, die gegen die {\displaystyle z}-Achse leicht gekippt sind. Auch hier bilden die Trajektorien, wie beim Rössler-Attraktor, flache kreisförmige Bänder, die sich beim Lauf um den jeweiligen Kreismittelpunkt verbreitern. Die Laufrichtung geht an der Unterseite der „Scheiben“ nach außen, zur Mitte hin nähern sich die von oben kommenden Bänder immer stärker an und liegen dann flach übereinander. Die eine Hälfte des Bandes bildet danach das Band des einen, die andere das des anderen Kreises. Es kommt hier also zu einer fortgesetzten Streck-Falt-Teil-Operation. Eine Trajektorie kann einen oder mehrere Umläufe im einen, danach einen oder mehrere im anderen Teilsystem verbleiben, die jeweilige Zahl ist praktisch beliebig und hängt von dem Ausgangswert ab. Auch hier werden Trajektorien nahe beieinander liegender Punkte für eine gewisse Zeit parallel laufen und die gleichen Kreisumläufe ausführen, bis bei der Teilung eine Trajektorie auf der einen, die andere auf der anderen Seite landet und damit ein völlig unterschiedlicher weiterer Verlauf eintritt.

## Ljapunow-Exponenten
Um das Verhalten eines dynamischen Systems quantitativ zu beschreiben, werden meist die Ljapunow-Exponenten herangezogen. Diese beschreiben das dynamische Verhalten der Umgebung eines Punktes auf dem Attraktor: Zunächst erwartet man, dass ein Punkt der Umgebung vom Attraktor angezogen wird, das wird durch einen negativen Ljapunow-Exponenten ausgedrückt, dessen Betrag ein Maß für die Stärke der Anziehung ist. Handelt es sich um einen seltsamen Attraktor, so wird, wie an den Beispielen zu sehen, ein Abstoßen nahe beieinanderliegender Punkte beobachtet, was einem positiven Ljapunow-Exponent entspricht. In der Tat ist das Verhalten abhängig von der Richtung, die die beiden Punkte zueinander haben. Stellt man sich die Umgebung eines Punktes als Kreisscheibe oder Kugel vor, so wird diese im weiteren Verlauf zu einem verschmälerten und verlängerten Abbild deformiert. Um dies abzubilden, besitzt ein dynamisches System so viele Ljapunow-Exponenten wie Dimensionen des Phasenraums.
Führt man {\displaystyle n} Berechnungsschritte aus für einen Punkt auf dem Attraktor und einen abweichenden Punkt in dessen Umgebung, so ist der erste Ljapunow-Exponent durch
{\displaystyle \lambda =\lim _{n\to \infty }\lim _{E_{0}\to 0}{\frac {1}{n}}\sum _{k=1}^{n}\log \left|{\frac {E_{k}}{E_{k-1}}}\right|}
definiert. {\displaystyle E_{k}} ist dabei die Abweichung im Berechnungsschritt {\displaystyle k}, es wird also die durchschnittliche Fehlerverstärkung für große {\displaystyle n} bestimmt.
Der erste Ljapunow-Exponent gibt immer den Wert der größten Fehlerverstärkung, also der stärksten Abstoßung an. Dies wird durch Bestimmung des Grenzwertes für {\displaystyle n\to \infty } erreicht: Bei beliebiger Wahl des gestörten Ausgangspunktes ist die Richtung seiner Abweichung im Allgemeinen eine Kombination aus einer Störung in Richtung größter Fehlerverstärkung und anderen Störungen mit geringerer Verstärkung. Behält man in weiteren Berechnungsschritten die Richtung der Störung bei, überwiegt nach mehreren Schritten immer mehr die größte Fehlerverstärkung.
Bei der numerischen Berechnung des ersten Ljapunow-Exponenten muss eine Vorkehrung getroffen werden, um tatsächlich beliebig viele Schritte ausführen zu können: Nach jedem Schritt wird eine Renormierung ausgeführt, d. h. der neu berechnete gestörte Punkt wird vor dem nächsten Schritt ersetzt durch einen Punkt, der vom ungestörten Punkt aus die gleiche Richtung besitzt, aber die gleiche Entfernung wie vor dem Berechnungsschritt. Dadurch wird vermieden, dass die Verstärkung des Anfangsfehlers eine Größenordnung erreicht, bei der geometrische Eigenschaften des Attraktors, der ohnehin eine endliche Ausdehnung hat, das Ergebnis verfälschen.
Die weiteren Ljapunow-Exponenten werden analog definiert: Ist {\displaystyle \lambda _{1}} bestimmt durch die maximale Streckenänderung {\displaystyle e^{\lambda _{1}}}, so folgt {\displaystyle \lambda _{2}} aus der maximalen Flächenänderung {\displaystyle e^{\lambda _{1}+\lambda _{2}}} in der Umgebung eines Attraktorpunktes, {\displaystyle \lambda _{3}} aus der maximalen Raumänderung {\displaystyle e^{\lambda _{1}+\lambda _{2}+\lambda _{3}}} und so weiter. Oft lassen sich die weiteren Ljapunow-Exponenten mit Hilfe des ersten berechnen, da aus der Definition des dynamischen Systems sich die Faktoren der Flächen- und Raumkontraktion ableiten lassen. Bei einem Attraktor ist generell die Summe aller Ljapunow-Exponenten negativ, bei einem seltsamen Attraktor ist aber mindestens der erste positiv.

## Dimension
Eine wichtige Kennzahl für ein Fraktal, und damit für einen seltsamen Attraktor, ist die Dimension. Es gibt mehrere Möglichkeiten, den Begriff der Dimension, die in der klassischen Geometrie nur ganzzahlige Werte annehmen kann, auf Fraktale zu erweitern. Notwendigerweise müssen alle diese Definitionen bei klassischen geometrischen Objekten deren bekannte Dimension ergeben, also beispielsweise 1 für Linien und 2 für Flächen. Für ein Fraktal können verschiedene Definitionen der fraktalen Dimension aber durchaus auch unterschiedliche Werte ergeben.

### Boxdimension
Am häufigsten wird für Fraktale die Boxdimension angewendet. Grundidee ist die Unterteilung des umgebenden Raumes in gleich große Raumelemente („Boxen“), deren Seitenlänge bei jedem Schritt verkleinert wird. Es wird abgezählt, in wie vielen dieser Raumelemente ein Teil des Fraktales liegt. Für die Seitenlänge s sei diese Anzahl N(s), zu erwarten ist dann folgende Beziehung: {\displaystyle N(s)\propto s^{-D_{f}}}. {\displaystyle D_{f}} ist dabei die Dimension des Fraktales. Hat diese beispielsweise den Wert 1, so ist die Zahl der Raumelemente, in denen ein Teil des untersuchten Gebildes liegt, proportional zum Kehrwert der Seitenlänge, also genau das, was man bei linienförmigen Gebilden erwarten würde. Mit Verringerung der Seitenlänge wird das untersuchte Fraktal immer exakter dargestellt, so dass man eine zunehmende Genauigkeit erwartet.
Für die Berechnung der Dimension eines seltsamen Attraktors erweist sich diese Methode aber als nicht sehr hilfreich. Je geringer die Seitenlänge, desto mehr Raumelemente kommen in Betracht, es müssen sehr viele Berechnungsschritte des Attraktors ausgeführt werden, ohne dass man weiß, ob bereits alle Raumelemente erfasst sind, in denen der Attraktor liegt. Gerade in den Größenbereichen, die eigentlich zunehmend genauere Werte liefern sollten, steigt der Berechnungsfehler an.

### Informationsdimension
Um die Probleme mit der Boxdimension zumindest teilweise in den Griff zu bekommen, kann man diesen Dimensionsbegriff etwas verfeinern. Zählt bei der Boxdimension nur, ob in einem Raumelement überhaupt ein Teil des Fraktals liegt, so wird jetzt zunächst die Größe dieses Anteils (es ist nicht besonders sinnvoll, hier von Flächen- oder Rauminhalten zu sprechen) bestimmt. Im Fall des seltsamen Attraktors lässt sich das einfach durch Abzählen der Iterationsschritte erledigen, deren Endpunkt im betreffenden Raumelement liegt. Dieser Anteil (eine Zahl zwischen 0 und 1) wird als natürliches Maß bezeichnet. Die Information, gemessen in Bits, dass ein bestimmter Punkt des Attraktors in einem bestimmten Raumelement {\displaystyle B_{k}} liegt, berechnet sich als binärer Logarithmus aus dem Kehrwert des natürlichen Maßes {\displaystyle \mu (B_{k})}: Je geringer der Anteil des Attraktors, der in diesem Raumelement liegt, desto größer die Information, wenn der untersuchte Punkt darin liegt.
Die Informationsdimension {\displaystyle D_{I}} erhält man, indem man bei der Bestimmung der Boxdimension den Logarithmus aus {\displaystyle N(s)} durch die Information des Gesamtsystems ersetzt:
{\displaystyle I(s)=\sum _{k=1}^{N(s)}\mu (B_{k})\log _{2}{\frac {1}{\mu (B_{k})}}.}
Es handelt sich hierbei um den Mittelwert der Information für die einzelnen Raumelemente, gewichtet nach deren natürlichem Maß, bzw. um den Mittelwert der Information aller berechneten Punkte des Attraktors.
Raumelemente, die erst sehr spät im Laufe der Berechnung als Bestandteil des Attraktors erkannt werden, enthalten auch nur einen geringen Anteil des Attraktors und liefern nur wenig zur Gesamtinformation des Systems. Damit wird der Rechenfehler durch frühzeitigen Abbruch der Berechnung im Gegensatz zur Bestimmung der Boxdimension stark reduziert.
Die Informationsdimension ist nicht immer gleich der Boxdimension, es gilt die Ungleichung {\displaystyle D_{I}\leq D_{f}}.

### Ljapunow-Dimension
Ein weiterer Dimensionsbegriff basiert auf der Vermutung von Kaplan-Yorke. Diese Vermutung behauptet, dass die Informationsdimension identisch ist mit der Ljapunow-Dimension, einer Größe, die sich relativ einfach aus den Ljapunow-Exponenten berechnen lässt. Zur Bestimmung dieser Ljapunow-Dimension zeichnet man in einem Koordinatensystem über jedem n den Wert {\displaystyle \lambda _{1}+\cdots +\lambda _{n}} ein und verbindet die Punkte mit geraden Linien. Bei einem seltsamen Attraktor ist der erste Ljapunow-Exponent positiv, die Summe aller Ljapunow-Exponenten dagegen negativ, damit schneidet ein Stück dieses Linienzugs die x-Achse. Der x-Wert dieses Schnittpunkts ist die Ljapunow-Dimension. Im Falle eines Fixpunkt-Attraktors sind alle Ljapunow-Exponenten negativ, der Schnittpunkt mit der x-Achse liegt also im Ursprung, die Ljapunow-Dimension ist 0. Bei einem zyklischen, linienförmigen Attraktor ist {\displaystyle \lambda _{1}=0}, alle anderen Ljapunow-Exponenten sind negativ. Hier ist der Schnittpunkt am x-Wert 1, damit bestätigt sich auch in diesem klassischen Fall die Korrektheit der Ljapunow-Dimension.
Die Bedeutung der Ljapunow-Dimension liegt in der Möglichkeit ihrer numerischen Berechnung. Während die Bestimmung der Box- und der Informationsdimension besonders bei höherdimensionalen Phasenräumen bald an ihre Grenzen stößt, ist die Bestimmung von Ljapunow-Exponenten und damit der Ljapunow-Dimension auch dann noch oft möglich.